# Саркисян, Ашот Григорьевич
Ашо́т Григо́рьевич Саркися́н (род. 26 мая 1947, г. Степанакерт, Нагорно-Карабахская автономная область, Азербайджанская ССР, СССР) — советский и российский ученый, общественный и политический деятель. Депутат Государственной Думы Федерального Собрания Российской Федерации третьего созыва (1999—2003 гг.).

## Биография
Основные направления научной и практической деятельности — травматология-ортопедия, военно-полевая хирургия, микрохирургия, организация здравоохранения. Врач высшей квалификационной категории. Профессор, доктор медицинских наук.
Родился 26 мая 1947 г. в г. Степанакерте, однако вырос и жил в г. Ереване.
В 1954—1965 гг. — учился в русской средней школе № 12 им. Кирова г. Еревана.
В 1965—1971 гг. — учился и окончил лечебный факультет Ереванского государственного медицинского института.
В 1971—1974 гг. — врач-ординатор травматологического отделения 1 городской больницы — г. Кировакан, Арм. ССР.
В 1974—1992 гг. — Центральный научно-исследовательский институт травматологии и ортопедии (ЦИТО) им Н.Н. Приорова Министерства здравоохранения СССР — клинический ординатор, младший научный сотрудник, старший научный сотрудник, заведующий отделением травматологии, заместитель директора института по научной работе и руководитель специальной группы по разработке и внедрению эффективных методов лечения пострадавших с огнестрельными ранениями и минно-взрывной травмой в Демократической Республике Афганистан.
1986 г. — Золотая медаль ВДНХ за большой личный вклад в развитие реконструктивной и пластической микрохирургии, реконструктивной и пластической хирургии конечностей в СССР.
Одним из пациентов хирурга А.Г. Саркисяна  был выдающийся советский и российский скульптор академик Ю.Г. Орехов — потребовалось сложнейшее оперативное вмешательство при открытой тяжелой травме кисти. Успешная операция и послеоперационная реабилитация позволили выдающемуся скульптору продолжить свою профессиональную деятельность. В знак признательности академиком Ю.Г. Ореховым была создана скульптурная миниатюра, воспроизводящая две аплодирующие ладони — аплодисменты мастерству и профессионализму хирурга А.Г. Саркисяна, впоследствии ставшая главным призом Национальной Российской музыкальной премии «Овация».
В 1988—1990 гг. — активное участие в оказании помощи пострадавшим от Землетрясения в Армении (формирование и руководство медицинскими бригадами Центрального научно-исследовательского института травматологии и ортопедии (ЦИТО) им Н.Н. Приорова МЗ СССР в Армении), а также содействие в направлении и оказании широкой международной гуманитарной помощи населению и восстановлении медицинских учреждений Республики.
В 1986—1992 гг. — вице-президент Обществ дружбы и сотрудничества «СССР — Афганистан» и «СССР — Пакистан». Внес значительный вклад в разработку и претворение в жизнь политики Национального примирения в Афганистане, направленной на установление мира в стране и прекращение братоубийственной войны.
В марте 1987 г. возглавил специальную группу по  разработке и внедрению эффективных методов лечения пострадавших с огнестрельными ранениями и минно-взрывной травмой в Демократической Республике Афганистан, сформированную в рамках программы политики национального примирения в Афганистане.
Специальной группой в период с 1987—1992 гг. была разработана и претворена в жизнь здравоохранная часть политики национального примирения в Афганистане.
Однако, действия специальной группы, согласованные с Президентом М. Наджибуллой и правительством Афганистана, — контакты и обсуждения здравоохранной программы в настоящее время и после вывода советских войск из Афганистана с представителями афганской оппозиции, что соответствовало самой концепция программы политики национального примирения и предполагало именно такие принципы и действия для достижения поставленной цели, — вызвали непонимание и противодействие со стороны руководителя группы советских политических советников в Афганистане В.П. Поляничко — политического советника Б. Кармаля и М. Наджибуллы в 1985—1988 гг. 
7 марта 1988 г. В.П. Поляничко направил в ЦК КПСС письмо с предложением о расформировании и отзыве в СССР специальной группы по разработке и внедрению эффективных методов лечения пострадавших с огнестрельными ранениями и минно-взрывной травмой, обвинив членов специальной группы в контактах с представителями моджахедов, хотя эти действия группы соответствовали проводимой правительством Афганистана политике национального примирения и осуществлялись с участием представителей правительства..
Исходя из сложившейся ситуации, 12 марта 1988 г. по инициативе и под руководством А.Г. Саркисяна — при содействии и поддержке Президента Афганистана М. Наджибуллы — состоялось открытие первого не только в стране, но и во всем Регионе Центрального института травматологии, ортопедии и протезирования Республики Афганистан в Кабуле с филиалами в Герате (при активной поддержке губернатора провинции Герат Ф. Халекьяра), Кандагаре и Джелалабаде — главного научно-практического медицинского Центра страны, оказывающего медицинскую помощь населению и регулирующего развитие всей травматолого-ортопедической службы, подготовку научных кадров как для Афганистана, так и для всего Региона, с созданием национальной научной медицинской школы.
Центральный институт травматологии, ортопедии и протезирования Республики Афганистан изначально планировалось открыть в 1989 г., тем самым продемонстрировав международному сообществу прочность позиций правительства Президента М. Наджибуллы и стабильность в Афганистане после вывода советских войск. Но, по мнению Президента М. Наджибуллы, поспешные и не отвечающие интересам политики национального примирения действия руководителя группы советских политических советников в Афганистане В.П. Поляничко, которые могли бы привести к расформированию и отзыву специальной группы из Афганистана, вынудили руководство Афганистана совместно со специальной группой скорректировать свои действия и ускорить официальное открытие Центрального института травматологии, ортопедии и протезирования Республики Афганистан уже в марте 1988 г.
Таким образом, благодаря своевременным действиям Президента М. Наджибуллы, понимающего огромную важность деятельности специальной группы по созданию национальной травматолого-ортопедической службы и Центрального института травматологии, ортопедии и протезирования Республики Афганистан, удалось, вопреки мнению руководителя группы советских политических советников В.П. Поляничко, сохранить специальную группу в Афганистане и продолжить оказание квалифицированной медицинской помощи населению Афганистана советскими врачами.
27 апреля 1988 г. было подписано Соглашение о научно-техническом сотрудничестве Центрального научно-исследовательского института травматологии и ортопедии (ЦИТО) им. Н.Н. Приорова МЗ СССР и Центрального института травматологии, ортопедии и протезирования (ЦИТОП) Республики Афганистан.
Впервые доктором А.Г. Саркисяном — научным руководителем Центрального института травматологии, ортопедии и протезирования Республики Афганистан.— при оперативном лечении пострадавших с огнестрельными ранениями и минно-взрывной травмой были применены методы микрохирургический техники.
Профессор А.Г. Саркисян был единственным советским гражданским специалистом, продолжившим свою гуманитарную деятельность в Афганистане и после вывода в 1989 г. советских войск из Республики Афганистан.
6 марта 1990 г. — вооружённый мятеж министра обороны Республики Афганистан генерала Таная Шахнаваза против Президента М. Наджибуллы. Ожесточённые бои с использованием авиации развернулись в Кабуле и вокруг авиабазы Баграм. Многочисленным пострадавшим была оказана своевременная и эффективная медицинская помощь доктором А.Г. Саркисяном и сотрудниками Кабульского центра Центрального института травматологии, ортопедии и протезирования Республики Афганистан. Хотя правительственным войскам уже 7 марта удалось подавить сопротивление мятежников, политические последствия мятежа при неприятии срочных мер на государственном уровне могли бы привести к росту нестабильности и ослаблению позиций власти, в связи с чем предполагалось формирование нового правительства Афганистана.
6 апреля 1990 г. рассматриваемый Президентом М. Наджибуллой в качестве нового главы Правительства губернатор провинции Герат Ф. Халекьяр был тяжело ранен во время церемонии перехода крупного отряда моджахедов на сторону Президента М. Наджибуллы.
В связи с произошедшим Президент Афганистана Мохаммад Наджибулла обратился к Президенту СССР М.С. Горбачёву с личной просьбой направить профессора  А.Г. Саркисяна в Афганистан для оказания экстренной медицинской помощи тяжелораненому губернатору Ф. Халекьяру. Оперативное прибытие профессора А.Г. Саркисяна  в Афганистан (специальным афганским военным бортом, направленным в Ташкент Президентом М. Наджибуллой) было осуществлено благодаря срочным действиям Б.Н. Пастухова — чрезвычайного и полномочного посла СССР в Афганистане и М.А. Пешкова — советника посольства, а также соответствующих ведомств СССР. Послеоперационный период протекал без особых осложнений.

8 мая 1990 г. Указом Президента М. Наджибуллы Фазль-уль-Хак Халекьяр был назначен Премьер-министром Афганистана (1990—1992 гг.). Назначение Ф. Халекьяра руководителем нового правительства, большинство членов которого, как и сам премьер-министр, были беспартийными, явилось одним из главных составляющих провозглашенной Президентом Наджибуллой политики национального примирения (особенно после мятежа генерала Ш. Таная) и предполагало возможность нахождения компромисса с умеренной частью моджахедов и оппозиционными политиками, ориентированными на бывшего короля Афганистана Мухаммеда Захир Шаха.

Афганистан, Кабул, апрель 1988 г. Центральное телевидение СССР — репортаж А. Петровой с операции

За период с 1988—1991 гг. было проведено 5 совместных выездных заседаний Ученых Советов ЦИТО МЗ СССР и ЦИТОП Республики Афганистан в Москве и Кабуле, осуществлено оказание практической помощи советскими специалистами пострадавшему населению Афганистана, а также стажировки афганских специалистов в Москве — для подготовки диссертационных работ.
Разработанные специальной группой программы и материалы прошли широкое международное обсуждение: в Афганистане — Кабул, Герат, Джелалабад, Кандагар, Мазари-Шариф; Пакистане — Исламабад, Карачи, Лахор, Равалпинди; Иране и СССР — с освещением в средствах массовой информации этих стран. Кроме того, они были представлены медицинской общественности на международных конференциях в Италии, Франции и ФРГ.
В воюющем Афганистане с десятками тысяч раненых и инвалидов создание оснащенного современным оборудованием Центрального института травматологии, ортопедии и протезирования с филиалами в провинциях страны было крайне необходимо и своевременно, получило широкую поддержку и благодарность населения и государственных структур в адрес советских специалистов, позволило начать подготовку афганских врачей в области травматологии-ортопедии и протезирования с созданием национальной научной медицинской школы.
По итогам работы специальной группы под руководством профессора А.Г. Саркисяна в 1990 году Указом Президента Республики Афганистан доктора M. Наджибуллы Центральный научно-исследовательский институт травматологии и ортопедии (ЦИТО) им. Н.Н. Приорова МЗ СССР был награжден Орденом «Дружба народов» , а международный советско-афганский коллектив специалистов во главе с профессором А.Г. Саркисяном выдвинут Президентом М. Наджибуллой, Министерством обороны, Министерством здравоохранения и Академией наук Республики Афганистан, Центральным институтом травматологии, ортопедии и протезирования Республики Афганистан и Центральным научно-исследовательским институтом травматологии и ортопедии им. Н.Н. Приорова МЗ СССР на соискание Государственной премии СССР.
Действия специальной группы по разработке и внедрению эффективных методов лечения пострадавших с огнестрельными ранениями и минно-взрывной травмой неоднократно освещались средствами массовой информации СССР — информационными агентствами, центральными газетами и Центральным телевидением Гостелерадио СССР в репортажах специальных корреспондентов А. Петровой, М. Лещинского, Б. Романенко и А. Шкирандо.
1991 — 1992 гг. — советник вице-президента Российской Федерации А.В. Руцкого, руководитель специальной группы по разработке и внедрению эффективных методов лечения пострадавших с огнестрельными ранениями и минно-взрывной травмой, заместитель директора по научной работе Центрального научно-исследовательского института травматологии и ортопедии (ЦИТО) им. Н.Н. Приорова МЗ СССР  и научный руководитель Центрального института травматологии, ортопедии и протезирования Республики Афганистан.
28 августа 1991 г. — заявление министра иностранных дел РСФСР А.В. Козырева вскоре после августовских событий в СССР: «В Афганистане все готово к урегулированию - мешает этому только советская поддержка «экстремистов» во главе с Наджибуллой».
2—6 октября 1991 г. — участие в переговорах и встречах находящегося с рабочим визитом в Москве премьер-министра Республики Афганистан Ф. Халекьяра с представителями руководства СССР и Российской Федерации - руководителем Комитета по оперативному управлению народным хозяйством СССР (временно возложены функции правительства СССР) И.С. Силаевым и вице-президентом Российской Федерации А.В. Руцким. Обсуждался широкий круг вопросов - продолжение поставок вооружений, боеприпасов, ГСМ и продовольствия правительству Афганистана, намерение правительства Афганистана по установлению контактов с афганской оппозицией и проведению переговоров с Пакистаном и Ираном.
Премьер-министр Республики Афганистан Ф. Халекьяр на встрече с руководителем Комитета по оперативному управлению народным хозяйством СССР И.С. Силаевым выразил свою искреннюю благодарность и признательность Президенту М.С. Горбачеву и профессору А.Г. Саркисяну за оперативное прибытие в Афганистан и успешное оказание ему экстренной медицинской помощи после тяжелого огнестрельного ранения 6 апреля 1990 г. и передал послание Президента М. Наджибуллы Президенту М.С. Горбачеву с просьбой вернуться к рассмотрению вопроса о присвоении профессору А.Г. Саркисяну звания Героя Советского Союза — как заслуженную оценку руководством СССР деятельности всех гражданских специалистов в Афганистане и как благодарность афганского народа Советскому Союзу за созидательную деятельность в Афганистане.      
11—15 ноября 1991 г. — участие в переговорах вице-президента Российской Федерации А.В. Руцкого с находящейся в Москве с первым официальным визитом делегацией афганских моджахедов во главе с министром иностранных дел Временного правительства моджахедов Афганистана и лидером партии «Исламское общество Афганистана» профессором богословия Бурхануддином Раббани. Обсуждались вопросы политического урегулирования в Афганистане — прекращение военной помощи Москвы нынешнему режиму в Кабуле, передача власти в Афганистане Исламскому переходному правительству, проблемы советских военнопленных и моджахедов, находящихся в тюрьмах Республики Афганистан.
15 ноября 1991 г  министр иностранных дел СССР Б.Д  Панкин объявил о прекращении военных поставок правительству Президента  М  Наджибуллы.   
Профессор Б. Раббани — президент Исламского Государства Афганистан с 1992—2001 гг. С 2010—2011 гг. — председатель Афганского Высшего совета мира.   
С 17—25 декабря 1991 г. — член  возглавляемой вице-президентом Российской Федерации А.В. Руцким делегации, посетившей Иран, Пакистан и Афганистан для обсуждения с руководством этих государств вопросов политического урегулирования афганского конфликта и продолжения прошедших в Москве переговоров с лидерами афганской оппозиции Б. Раббани и Г. Хекматьяром. Важнейшим итогом поездки российской делегации было признание руководством Ирана, Пакистана и Афганистана того факта, что мирному решению афганской проблемы нет альтернативы, и поэтому Россия, Иран, Пакистан и Афганистан готовы сделать все возможное для скорейшего политического урегулирования афганского конфликта.
В Кабуле на переговорах вице-президента России А.В. Руцкого с президентов М. Наджибуллой и премьер-министром Ф. Халекьяром отмечалось, что будущее Афганистана должен решать сам  народ в ходе свободных выборов, хотя это крайне затруднено существующими противоречиями между Кабулом и афганской оппозицией. В совместном российско-афганском заявлении, принятом по итогам переговоров в Кабуле, отмечалось, что стороны пришли к полному взаимопониманию и Россия готова всячески содействовать диалогу между противоборствующими сторонами в Афганистане. Это заявление, существенно отличающееся от принятого в Москве документа по итогам переговоров 11—15 ноября 1991 г. с делегацией моджахедов во главе с Б. Раббани, вызвало крайнее негодование афганской оппозиции и резко обострило военно-политическую обстановку в Афганистане.  
С 1 января 1992 г., спустя неделю после российско-афганских переговоров в Кабуле, Россия полностью прекратила поставки всех вооружений, боеприпасов, ГСМ и продовольствия правительству Афганистана, оставив своего союзника один на один с моджахедами и их покровителями - США и Пакистаном.
Большую поддержку деятельности специальной группы (1987—1992 гг.) оказывали Президент Республики Афганистан М. Наджибулла, премьр-министры Х. Шарк и Ф. Халекьяр, вице-президент Республики Афганистан А. Мохтат, первый заместитель министра иностранных дел СССР — чрезвычайный и полномочный посол СССР в Афганистане Ю.М. Воронцов, директор Центрального научно-исследовательского института травматологии и ортопедии им. Н.Н. Приорова МЗ СССР профессор Ю.Г. Шапошников, председатель Президиума Союза советских обществ дружбы и культурной связи с зарубежными странами (ССОД) В.В. Терешкова, чрезвычайный и полномочный посол СССР в Афганистане Н.Г. Егорычев, чрезвычайный и полномочный посол СССР и Российской Федерации в Афганистане Б.Н. Пастухов.
9 апреля 1992 г. Президент М. Наджибулла и члены его правительства, уже зная о скором падении правительства, встретились с руководителем специальной группы по разработке и внедрению эффективных методов лечения пострадавших с огнестрельными ранениями и минно-взрывной травмой профессором А.Г. Саркисяном, тем самым выразив свою благодарность и уважение советским гражданским специалистам за их деятельность в Афганистане. Профессор А.Г. Саркисян представил Президенту Афганистана М. Наджибулле, премьер-министру Ф. Халекьяру, вице-президенту Афганистана А. Мохтату, министру иностранных дел А. Вакилю, министру обороны генералу М. Ватанджару и главному хирургу министерства обороны генералу С. Седдики итоги работы специальной группы  по разработке и внедрению эффективных методов лечения пострадавших с огнестрельными ранениями и минно-взрывной травмой в Афганистане — 1987—1992 гг. 

Президент М. Наджибулла поблагодарил профессора А.Г. Саркисяна и всех советских гражданских специалистов за их благородную деятельность в Афганистане, отметив также помощь премьер-министру Ф. Халекьяру, что позволило в 1990 г. сформировать новое правительство Афганистана. В конце встречи Президент М. Наджибулла с горечью отметил: «Руководство СССР и России предало нас, но, похоже, там и своих не очень ценят. Я неоднократно обращался к Президенту М.С. Горбачеву, по его же предложению, с просьбой о присвоении вам звания Героя Советского Союза - как заслуженную оценку руководством СССР деятельности всех советских гражданских специалистов в Афганистане, но мои обращения не увенчались успехом. И, насколько я знаю, вы так и не были удостоены ни одной советской государственной награды. Мы же ценим то, что было сделано советскими врачами в Афганистане, поэтому и наградили Центральный институт травматологии и ортопедии имени Н.Н. Прирова Минздрава СССР, вас и ваших коллег афганскими орденами и медалями. И мы сожалеем, что и Государственную премию СССР советско-афганский коллектив под вашим руководством не получил, хотя и заслужил».  

Афганистан, Кабул, 10 апреля 1992 г. — с Вице-президентом Афганистана А. Мохтатом

10 апреля 1992 г. специальная группа завершила свою деятельность в Афганистане, получив высокую оценку руководства государства. Профессор А.Г. Саркисян был последним советским гражданским специалистом, покинувшим Республику Афганистан — накануне падения правительства Президента М. Наджибуллы. 
Имеет государственные награды Республики Афганистан — ордена и медали
Вместе с тем, Президент М. Наджибулла в 1990—1991 гг. (вплоть до упразднения СССР) неоднократно лично обращался  к высшему политическому руководству Советского Союза — по предложению Генерального Секретаря ЦК КПСС М.С. Горбачева — с просьбой о присвоении А.Г.Саркисяну высшей награды СССР — звания Героя Советского Союза за успешное выполнение правительственных заданий по оказанию интернациональной помощи  в Республике Афганистан — создание национальной травматолого-ортопедической службы с Центральным институтом травматологии, ортопедии и протезирования в Кабуле с филиалами в провинциях Афганистана и оказание помощи пострадавшему населению Афганистана.
Президент М. Наджибулла тем самым хотел выразить благодарность афганского народа всем советским гражданским специалистам — врачам, медицинским сестрам, ученым, преподавателям, инженерам и строителям — за их  большую и благородную созидательную деятельность в Афганистане.
Однако, высшее политическое руководство СССР поддержало мнение бывшего руководителя группы советских политических советников в Афганистане В.П. Поляничко — с 1988 г. члена ЦК КПСС, 2-го секретаря ЦК Компартии Азербайджана, руководителя  республиканского «Оргкомитета по НКАО» — и представителей силового блока Политбюро ЦК КПСС (Д.Т. Язова — министра обороны СССР и Б.К. Пуго — министра внутренних дел СССР), посчитавших, что присвоение высокого звания представителю одной из конфликтующих национальностей А.Г. Саркисяну, уроженцу г. Степанакерта, НКАО, может оказать негативное влияние на разгоревшийся армяно-азербайджанский межнациональный конфликт. Возможно В.П. Поляничко, знающий Президента М. Наджибуллу и профессора А.Г. Саркисяна по работе в Афганистане, при принятии данного решения, кроме этнического фактора, руководствовался также и своим личным отношением к ним.  
Также поступили и с Государственной премией СССР — она не была присуждена международному советско-афганскому коллективу специалистов во главе с А.Г. Саркисяном.
Таким образом, международный советско-афганский коллектив специалистов не был удостоен Государственной премии СССР, также как и профессор А.Г. Саркисян в силу непредвиденных обстоятельств — мнения члена ЦК КПСС, 2-го секретаря ЦК Компартии Азербайджана, руководителя республиканского «Оргкомитета по НКАО» В.П. Поляничко, а также национальной принадлежности и места рождения — не был удостоен высшей награды СССР, несмотря на неоднократные обращения Президента Республики Афганистан М. Наджибуллы к высшему политическому руководству Советского Союза.
Правительство Президента М. Наджибуллы после вывода советских войск продержалось у власти три года - благодаря созданной Советским Союзом почти с нуля афганской армии, оснащенной советским оружием. Оно продержалось бы и дольше, если бы не прекращение Россией поставок вооружений и боеприпасов с 1 января 1992 г.
В одном из своих последних интервью «The New York Times» Президент М. Наджибулла подчеркнул: «Если фундаментализм возобладает в Афганистане, то война будет продолжаться долгие годы, а страна превратиться в центр мировой контрабанды наркотиков и терроризма». Его слова оказались пророческими.
В 1993 г. — инициатор создания и президент общероссийской общественной организации «Российская медицинская ассоциация» (действительный член Европейского Форума медицинских ассоциаций и ВОЗ), возродившей запрещенные советской властью в 1918 г. Пироговское движение врачей России и Всероссийские Пироговские съезды врачей (1995 г.), ставшие в настоящее время высшими профессиональными медицинскими форумами страны. Председатель Исполкома Всероссийского Пироговского съезда врачей и Исполкома Пироговского движения врачей России. Профессор Московской медицинской академии имени И.М. Сеченова.
В 1993—1998 гг. — член Правления Федерального фонда обязательного медицинского страхования.
В 1999—2003 гг. — депутат Государственной Думы Федерального Собрания РФ 3-го созыва - фракция «Единство». Член Комитета по охране здоровья и спорту. Член Комиссии по содействию политическому урегулированию и соблюдению прав человека в Чеченской Республике.

Москва, Кремль, 9 июня 2001 г. — встреча делегатов IV (XX) Всероссийского Пироговского съезда врачей с Президентом Российской Федерации В.В. Путиным

В 2001—2005 гг. — председатель Межотраслевой комиссии (министерство здравоохранения РФ, Российская медицинская ассоциация, министерство экономического развития РФ, Российская академия медицинских наук и ЦК профсоюза медицинских работников) по формированию системы Государственно-общественного управления здравоохранением Российской Федерации, созданной по предложению Президента Российской Федерации В.В. Путина — на встрече с делегатами IV (XX) Всероссийского Пироговского съезда врачей в Кремле 9 июня 2001 г.
Комиссией разработана «Концепция системы Государственно-общественного управления здравоохранением и врачебного самоуправления в Российской Федерации», одобренная широкой медицинской общественностью во всех Федеральных округах страны и на Всероссийских Пироговских съездах врачей.
Награждён медалью «За заслуги перед отечественным здравоохранением».
В 2002—2005 гг. - член Правительственной комиссии по охране здоровья граждан.
С 2002 г. - президент Общества дружбы и сотрудничества «Россия—Афганистан».                                                                                                                                                                   Начиная с 2002 года, по просьбе руководства Афганистана - Северный Альянс (маршал Мохаммед Фахим - вице-президент и министр национальной обороны Переходного Исламского Государства Афганистан; доктор Абдулла Абдулла - министр иностранных дел) и Боннское Соглашение (генерал Абдул Р. Вардак, заместитель министра обороны, начальник Генерального штаба армии, с 2004 — 2012 гг. - министр обороны; профессор Сухейла Седдики - министр здравоохранения) - профессором А.Г. Саркисяном совместно с афганскими врачами - выпускниками советских медицинских ВУЗов были начаты активные мероприятия по восстановлению полностью разрушенной системы здравоохранения Афганистана, что приветствовалось как руководством, так и населением страны.
Профессор А.Г. Саркисян был первым и единственным гражданским специалистом, продолжившим свою гуманитарную деятельность уже при новой власти с 2002 г. - в Переходном Исламском Государстве Афганистан и Исламской Республике Афганистан. С его помощью неоднократно оказывалась медицинская гуманитарная помощь населению Афганистана. В 2004 г. им была передана в дар Центральному военному госпиталю в Кабуле личная медицинская библиотека в количестве 300 томов - книги по хирургии, травматологии и ортопедии.   

Афганистан, провинция Вардак, 15 января 2003 г. - встреча с представителями пуштунских племен

Руководство Исламской Республики Афганистан (маршал Мохаммед Фахим — вице-президент и министр национальной обороны, доктор Абдулла Абдулла - министр иностранных дел, в 2014—2020 гг. - глава правительства Исламской Республики Афганистан, профессор Сухейла Седдики - министр здравоохранения) неоднократно обращалось к руководству Российской Федерации с просьбой вернуться к рассмотрению вопроса о присуждении профессору А.Г. Саркисяну Государственной премии Российской Федерации - за вклад в создание национальной травматолого-ортопедической службы и подготовку национальных медицинских кадров Афганистана.
Однако эти обращения и просьбы руководства Исламской Республики Афганистан - к руководству Российской Федерации, как и просьбы Президента Республики Афганистан М. Наджибуллы - к руководству СССР, остались невыполненными.
11 апреля 2003 г. в Москве случилось скандальное происшествие, повергшее в шок всю общественность - в операционную одной из столичных больниц ворвались омоновцы и обвинили врачей в том, что они намеревались забрать у еще живого пациента почки для пересадки. Так было возбуждено уголовное дело - «Дело трансплантологов». Громкий процесс нанес серьезный удар по российской трансплантологии - была приостановлена работа по пересадке органов в десятках клиник и институтов России. Под угрозой оказалось спасение тысяч больных людей, которые годами ждали донорские органы.
Но этому предшествовали события, не получившие огласки, - в сентябре и октябре 2002 г., со слов директора НИИ трансплантологии и искусственных органов МЗ РФ академика В.И. Шумакова, его вызывали к руководству Министерства здравоохранения Российской Федерации и предлагали рассмотреть вопрос о вхождении НИИ трансплантологии и искусственных органов в структуру нового Национального медико-хирургического центра имени Н.И. Пирогова Минздрава России. Не согласившись с этим предложением, академик В.И. Шумаков обратился за советом и помощью к члену Комитета по охране здоровья Государственной Думы ФС РФ профессору А.Г. Саркисяну, с которым его в прошлом связывала совместная научная работа. После обращения академика В.И. Шумакова были направлены депутатские запросы в Правительство Российской Федерации, министерство здравоохранения России и начаты активные действия с консультациями в Правительстве Российской Федерации. 
Эти действия и явились причиной того, что случилось в Москве в одной из больниц 11 апреля 2003 г. Как отмечали адвокаты врачей - «процесс был инициирован неким высоким чиновником Минздрава, который стремился перетянуть на себя денежные потоки - ведь бюджетное финансирование российской трансплантологии достаточно велико. Для этого было необходимо развалить ныне действующую структуру».
20 сентября 2003 г. прошел III съезд партии «Единая Россия», который принял предвыборную программу и утвердил список кандидатов на выборы 7 декабря 2003 г. За неделю до этого - 12 сентября 2003 г. министр здравоохранения России Ю.Л. Шевченко срочно созвал внеочередную коллегию министерства для рассмотрения вопроса о депутате Государственной Думы ФС РФ А.Г. Саркисяне. В коллегии участвовали представители министра здравоохранения РФ Ю.Л. Шевченко в федеральных округах и руководители межрегиональных ассоциаций, объединяющих руководителей министерств и департаментов здравоохранения субъектов Федерации. Эти чиновники на коллегии министерства здравоохранения представляли собой как бы "российскую медицинскую общественность". По итогам коллегии, на которой не присутствовал депутат А.Г. Саркисян, было подготовлено и направлено за подписью министра здравоохранения Ю.Л. Шевченко обращение руководству партии «Единая Россия» и их кураторам в Администрации Президента Российской Федерации с предложением исключить А.Г. Саркисяна из предвыборного списка кандидатов в депутаты Государственной Думы ФС РФ - как недостойного быть депутатом, по мнению "медицинской общественности России", т. е. подчиненных министру здравоохранения России чиновников, которые присутствовали на заседании коллегии.   
Администрация Президента Российской Федерации и руководство партии «Единая Россия», не пытаясь даже разобраться в сути проблемы, согласились с предложением министра здравоохранения Ю.Л. Шевченко и, не поставив в известность и не представив каких-либо объяснений депутату А.Г. Саркисяну, спешно исключили его из предвыборного списка партии. Об этом профессор А.Г. Саркисян узнал лишь после утверждения пребвыборного списка на съезде партии 20 сентября 2003 г. Таким образом, за активное противодействие планам по разрушению действующей структуры российской трансплантологии профессора А.Г. Саркисяна лишили депутатского мандата, а инициатором этого явился не кто иной, как государственный чиновник - министр здравоохранения РФ Ю.Л. Шевченко. Полный абсурд и явный неприкрытый чиновничий произвол. Но, самое главное во всей этой истории — удалось все же отстоять и сохранить действующую структуру российской трансплантологии. И это, по мнению профессора А.Г. Саркисяна, оказалось лучшим применением его мандата депутата Государственной Думы ФС РФ. Ведь трансплантология - одно из немногих направлений мировой медицины, которое определяет место страны в ряду цивилизованных государств.
«Дело трансплантологов» длилось более трех лет, пока Верховный суд РФ не поставил точку в этом скандальном деле, признав врачей невиновными. Но так и не были названы те, кто инициировал это «дело», сливая в прессу и на телевидение непроверенные факты и надуманные «доказательства», вводя в заблуждение общество. Хотя общеизвестно, что в 2002 г. был организован Национальный медико-хирургический центр имени Н.И. Пирогова Минздрава России, президентом которого был Ю.Л. Шевченко - министр здравоохранения Российской Федерации в 1999—2004 гг. 
В 2006—2008 гг. - член Межведомственной рабочей группы по приоритетному национальному проекту «Здоровье» и демографической политике при Совете при Президенте Российской Федерации по реализации приоритетных национальных проектов и демографической политике.
В 2012 г. Общество дружбы и сотрудничества «Россия-Афганистан» было преобразовано в Российский комитет гуманитарного сотрудничества с Исламской Республикой Афганистан - председателем избран профессор А.Г. Саркисян.
2013 г - председатель Евразийского медицинского союза, созданного на IX (XXV) Пироговском съезде врачей представителями стран Европы и Азии. Евразийский медицинский союз поддержал предложение Российского комитета гуманитарного сотрудничества с Исламской Республикой Афганистан по подготовке и проведению Иссык-Кульского медицинского форума «Мир без наркотиков: врачебный рецепт».
Российская медицинская ассоциация и Пироговское движение врачей России на 10 (десяти) Всероссийских Пироговских съездах врачей (1995—2016 гг.) официально и демократически вырабатывали и предлагали основополагающие принципы деятельности врачебного сообщества: Кодекс врачебной этики, Медико-социальную Хартию Российской Федерации (Общественный Договор между государством, врачебной профессией и обществом), Концепцию системы Государственно-общественного управления здравоохранением и врачебного самоуправления в РФ, Концепцию регулирования профессиональной деятельности и страхования профессиональной ответственности врачей в РФ, Конвенцию о правах и обязанностях врачей в РФ, Концепцию защиты прав пациентов в РФ и проект Федерального Закона «О правах пациентов» и многое другое. В 1999 г. Российской медицинской ассоциацией было создано федеральное издание «Врачебная Газета» с региональными приложениями в субъектах Российской Федерации. 
В  мировой практике подобного рода документы могли бы стать базисом и опорой для реформаторской деятельности любого Правительства в области здравоохранения.
Ставя перед собой задачу изучения и обобщения мнения врачей относительно хода и результатов преобразований в системе здравоохранения, Российской медицинской ассоциацией было проведено Всероссийское медицинское обсуждение - фактически «профессиональный медицинский референдум» из 7 этапов, в котором приняли участие более 90 000 врачей из всех субъектов Российской Федерации.
Поддерживая решения Президента Российской Федерации В.В. Путина, выраженные в майских Указах, с сожалением констатируем, что, вследствие некомпетентности управления системой здравоохранения, исполнителями был выбран неверный способ реализации этих Указов, результатом которого стало разрушение сети медицинских учреждений, значительное и необоснованное сокращение медицинского персонала (при его дефиците) и научно-преподавательского состава, резкое снижение доступности медицинской помощи, в том числе лекарственных средств , при увеличении затрат на здравоохранение со стороны государства и оплаты медицинской помощи со стороны пациентов.
Создавшееся положение в здоровье населения и в здравоохранении России следует рассматривать как глубокий системный кризис, требующий безотлагательного принятия решений на государственном уровне, что активно обсуждалось на X (XXVI) Чрезвычайном Пироговском съезде врачей (1-й этап - 28 ноября 2015 г., 2-й этап - 21 мая 2016 г.).
С 2016 г. - председатель Международного комитета гуманитарного сотрудничества с Исламской Республикой Афганистан..
Международный комитет гуманитарного сотрудничества с Исламской Республикой Афганистан, сформированный на базе Российского комитета гуманитарного сотрудничества с Исламской Республикой Афганистан на X (XXVI) Чрезвычайном Пироговском съезде врачей - высшем профессиональном врачебном форуме России - и объединяющий представителей гражданского общества многих стран, начиная с 2016 г., неоднократно обращался к главам государств-членов НАТО с призывом обсудить и начать формирование Международной гуманитарной коалиции с направлением колоссальных финансовых средств не на военные действия, а на восстановление разрушенной страны.
В 2017—2020 гг. - Международным комитетом гуманитарного сотрудничества с Исламской Республикой Афганистан совместно с противоборствующими сторонами - Правительством Исламской Республики Афганистан во главе с Президентом А. Гани и движением «Талибан» (организация запрещена в РФ) - была подготовлена гуманитарная программа действий, поддержанная международным сообществом, и начата подготовка Международной гуманитарной конференции по Афганистану - для определения неотложных мер по решению первостепенных гуманитарных проблем, обсуждения реалистичной стратегии по обеспечению устойчивого мира в Афганистане и выработки единой позиции по противодействию надвигающейся глобальной наркотической опасности, все более подходящей к рубежу неуправляемости.
Но случилось непредвиденное - пандемия COVID-19, смена власти в Афганистане в 2021 г. - и программа вынужденно была приостановлена.
В 2019 г. в память о 30-летии вывода советских войск из Афганистана обществом и ветеранами ожидалось награждение высшей наградой Российской Федерации наиболее отличившихся представителей - от вооруженных сил и от гражданских специалистов. Однако, звание Героя Российской Федерации было присвоено лишь заслуженному представителю вооруженных сил, не отметив представителя гражданских специалистов.
Тем самым, официально было признано. что период с 1979—1989 гг. в России воспринимается исключительно как война в Афганистане. И это происходит от того, что до сих пор не было определения и обсуждения гуманитарной составляющей в прошедшей Афганской войне. А гуманитарная составляющая - это:
- построенные и оснащенные Советским Союзом десятки больниц, учебных заведений - школы, институты, университеты, научные центры, жилые кварталы, дороги и мосты, предприятия и заводы, газопроводы и аэродромы;
- самоотверженный труд советских гражданских специалистов - врачей, медицинских сестер, ученых, преподавателей, инженеров и строителей;
- подготовленные специалисты, составляющие большую часть интеллигенции Афганистана, которые с благодарностью вспоминали своих учителей и которыми заслуженно гордился Афганистан;
- создание крайне необходимой в Афганистане - стране бесконечных войн - советскими специалистами под руководством профессора А.Г. Саркисяна национальной травматолого-ортопедической службы, получившей широкую поддержку и благодарность населения и государственных структур Афганистана.
Люди же, чьим самоотверженным трудом было много сделано и создано, которые рисковали своей жизнью никак не меньше, чем военнослужащие, - а это многие тысячи врачей, медицинских сестер, ученых, преподавателей, инженеров, строителей - не были удостоены заслуженных наград и оказались незаслуженно забыты как в России, так и в постсоветских республиках.
Если быть справедливыми, то от военных сражений у народа Афганистана остались трагические воспоминания, а от гуманитарной деятельности в Афганистане советских гражданских специалистов - признание и большая благодарность.
Но еще Президент М. Наджибулла постоянно с благодарностью отмечал большую помощь Советского Союза Афганистану, а в 1990—1991 гг., после вывода советских войск из Афганистана, неоднократно обращался к высшему политическому руководству СССР - по предложению Генерального Секретаря ЦК КПСС М.С. Горбачева - с просьбой о присвоении представителю советских гражданских специалистов профессору А.Г. Саркисяну звания Героя Советского Союза - как заслуженную оценку руководством СССР деятельности всех советских гражданских специалистов в Афганистане и как признание и большую благодарность народа и руководства Республики Афганистан Советскому Союзу за благородную и созидательную деятельность в Афганистане.
Однако, и тут, возможно, сработал в отношении к профессору А.Г. Саркисяну - первому и единственному гражданскому специалисту, получившему признание и большую благодарность населения и руководства страны при всех режимах власти с 1986 г. и по настоящее время в Республике Афганистан (Президент М. Наджибулла) и Исламской Республике Афганистан (Президент Х. Карзай и Президент А. Гани), - тот же национальный фактор, что и 30 лет назад, но теперь, похоже, ключевую роль сыграла "Бархатная революция" 2018 г. в Армении.
30 августа 2021 г., после почти 20-летнего пребывания в стране, войска США позорно и спешно покинули Афганистан, бросив, по официальным американским данным, тысячи единиц новейшего вооружения, военной техники и оборудования на многие миллиарды долларов США, т. е. фактически превратив Афганистан в огромную пороховую бочку. И весь мир увидел подлое бегство США и их союзников из НАТО с шокирующими кадрами - афганцев, цепляющихся за самолетные шасси и падающих на бетонку Кабульского аэродрома.
Советский Союз после почти 10-летнего пребывания, уходя из Афганистана, оставил более 150 социально значимых объектов, а советских солдат народ Афганистана провожал с цветами, улыбками, сожалением и тревогой за свое будущее.
Правительство Президента М. Наджибуллы после вывода советских войск продержалось у власти три года - благодаря созданной Советским Союзом почти с нуля афганской армии, оснащенной советским оружием. Оно продержалось бы и дольше, если бы не прекращение поставок вооружений и боеприпасов - по решению руководства Российской Федерации с 1 января 1992 г. Правительство же Президента А. Гани после позорного бегства из Афганистана армии США продержалось у власти считанные дни - армия Афганистана, созданная по образцу вооруженных сил США и оснащенная современным американским вооружением, разбежалась, побросав оружие.
20 января 2022 г. -  Международный комитет гуманитарного сотрудничества с Афганистаном выступил с Обращением к Президенту США Д. Байдену и Президенту РФ В. Путину с просьбой возглавить патронат Международной гуманитарной конференции по Афганистану - в ситуации катастрофического состояния, в котором оказалась вся мировая система, это продемонстрировало бы готовность США и Российской Федерации к восстановлению взаимного доверия и, несомненно, позволило бы запустить мирный процесс в Афганистане.
15 февраля 2024 г. наша страна отметила очередную памятную дату - 35-летие вывода советских войск из Афганистана. Но не было ни одной публикации, посвященной большой и благородной созидательной деятельности в Афганистане советских гражданских специалистов - из всех союзных республик СССР, и не был рассмотрен давний вопрос о присвоении подтвержденной временем и действиями высшей награды государства профессору А.Г. Саркисяну - единственному представителю гражданских специалистов, получившему признание и большую благодарность населения и руководства Афганистана при всех режимах власти, начиная с 1986 г. по настоящее время.
Но этому, возможно, есть объяснение. Россия, на фоне ухудшающихся армяно-российских отношений, свои стратегические интересы на Южном Кавказе связывает с Азербайджаном, несмотря на заключенный военно-политический союз Азербайджана с членом НАТО Турцией - Шушинская декларация от 15.06.2021 г. И, если в советские времена профессор А.Г. Саркисян не был удостоен звания Героя Советского Союза ввиду противодействия ЦК Компартии Азербайджана, то сегодня, когда отношения России и Азербайджана вышли на уровень стратегического партнерства и союзничества, все действия, могущие как-то повлиять на это, считаются, по всей видимости, недопустимыми. В том числе, похоже, и присвоение давно заслуженной высшей награды Российской Федерации российскому гражданину - этническому армянину, уроженцу Нагорно-Карабахской автономной области.
Таким образом, и в СССР, и в Российской Федерации, в силу независящих от него обстоятельств, профессор А.Г. Саркисян так и не был удостоен высшей награды государства - звания Героя. И Государственная премия, несмотря на неоднократные обращения руководства Республики Афганистан и Исламской Республики Афганистан, также не была ему присуждена - ни в СССР, ни в Российской Федерации.
Ситуация в Афганистане продолжает ухудшаться и в скором будущем именно Афганистан может стать самой горячей точкой планеты, что вызывает большое беспокойство и превращает Афганистан в источник повышенной угрозы для приграничных государств - Центральной Азии, Ирана, Пакистана, Китая, Индии, а также Турции, Южного Кавказа и России.
Поэтому для всего международного сообщества превращение Афганистана в стабильное и мирное государство, обеспечивающее достойную жизнь для своих граждан и откуда не исходят угрозы, должно стать стратегической целью.